# 胡德米夫卡
50°30′31″N 34°32′12″E / 50.50861°N 34.53667°E
胡德米夫卡（烏克蘭語：Гудимівка）是位於烏克蘭東北部的村莊，由蘇梅州蘇梅區的列别金市镇負責管轄。該村處於布德爾卡河畔，距離卡柳日內1公里，海拔高度151米，2001年人口93。